# Eumigus rubioi
Eumigus rubioi är en insektsart som beskrevs av Carl Otto Harz 1973. Eumigus rubioi ingår i släktet Eumigus och familjen Pamphagidae. Inga underarter finns listade i Catalogue of Life.